# 플루토 (만화)
플루토(PLUTO, プルートウ)는 우라사와 나오키의 만화이다. 테즈카 오사무의 우주소년 아톰을 원작으로 하고 있다. 8권으로 완결되어 있다.